# Глодало
Глодало служи за различиту употребу одвајањем честица на глодалицима ка што је: поравнање, израда рубова, израда чепова, урезивање, пререзивање, израда зубчаника и резање. Због тога постоји више различитих облика глодала. Њиме се могу обрадити равне плоче, зупчаници, навоји и разне уздужно и просторно профилисане површине. Зуби глодала долазе један за другим у контакт са материјалом и за то време се мења оптерећење зуба.

## Врсте глодала
Постоје више различитих начина по којима се могу годала поделити.

### Врсте глодала према начину израде
Према начину израде глодала се могу поделити на: 
- глодла са глоданим зубима,
- глодала са контра брушеним зубима,
- глодала или главе са уметнутим зубима

### Врста глодала према облику зуба
Према облику зуба глодала се могу поделити:
- глодала са равним зубима,
- глодала са спиралним зубима,
- глодала са кружним зубима.

### Вртса глодала према облику тела
Према облику тела глодала се деле на:
- ваљкаста глодала,
- ваљкаста чеона глодала,
- ваљкасто глодало за озубљење,
- ваљкаста глодала за навоје,
- плочаста глодала,
- плочаста глодала са уметнутим зубима,
- пиласта глодала,
- профилна глодала,
- модулна глодала,
- главе за глодање,
- вретенаста глодала,
- конусна глодала,
- специјална глодала.

Све врсте глодала се раде за резање у левом или десном смеру окретања.

## Галерија
- Ваљкасто глодало
- Профилно глодало
- Ваљкасто глодало
- Плочасто глодало глодало

## Наводи
1. ↑  The Online Magazine of Modern Machine Shop : Modern Machine Shop